# 南非國家七人制橄欖球隊

南非國家七人制橄欖球隊是南非的七人制橄欖球國家隊，長年於IRB世界七人制橄欖球巡迴賽、世界盃七人制橄欖球賽，以及大英國協運動會等球賽參賽。

## 歷史
南非國家七人制橄欖球隊於1993年香港國際七人制橄欖球賽首次參賽，同年並參加世界盃七人制橄欖球賽。往後兩年繼續參與香港國際七人制橄欖球賽。1996年，開始參加烏拉圭埃斯特角城國際七人制橄欖球賽以及杜拜國際七人制橄欖球賽。
1997年，再次參加世界盃七人制橄欖球賽，1998年，於南美參加三場比賽，包括阿根廷的馬德普拉塔國際七人制橄欖球賽、烏拉圭埃斯特角城國際七人制橄欖球賽，以及智利的比尼亞德爾馬國際七人制橄欖球賽。
1999年，參與阿根廷馬德普拉塔國際七人制橄欖球賽、智利的聖地牙哥國際七人制橄欖球賽、斐濟國際七人制橄欖球賽、香港國際七人制橄欖球賽、日本國際七人制橄欖球賽、巴黎國際七人制橄欖球賽等。
1999年底，第一屆IRB世界七人制橄欖球巡迴賽開始，球隊也開始參與此系列賽。
除了IRB世界七人制橄欖球巡迴賽之外，球隊還參與世界盃七人制橄欖球賽、大英國協運動會、世界運動會，以及2016年起的奧運會等。

## 歷年成績

### 夏季奧運會
| 2016 | 銅牌 | 3   |   |   |   |   |
| 合計 |      | 1/1 | - | - | - | - |

### 世界運動會七人制橄欖球比賽
| 年份 | 成績  |
| ---- | ----- |
| 2001 | 第5名 |
| 2005 | 銀牌  |
| 2009 | 銅牌  |
| 2013 | 金牌  |

### 世界盃七人制橄欖球賽
| 1993 | 第二輪 | 第6名 | 8  | 6  | 2 | 0 |
| 1997 | 亞軍   | 第2名 | 7  | 6  | 1 | 0 |
| 2001 | 八強   | 第5名 | 6  | 5  | 1 | 0 |
| 2005 | 八強   | 第5名 | 6  | 4  | 2 | 0 |
| 2009 | 八強   | 第8名 | 4  | 3  | 1 | 0 |
| 2013 | 八強   | 第5名 | 4  | 3  | 1 | 0 |
| 合計 |        | 6/6   | 35 | 27 | 8 | 0 |

### 大英國協運動會
| 年份 | 成績 |
| ---- | ---- |
| 1998 |      |
| 2002 | 銅牌 |
| 2006 | 八強 |
| 2010 | 銅牌 |

### IRB世界七人制橄欖球巡迴賽
- IRB世界七人制橄欖球巡迴賽2008-09賽季—冠軍
- 2008年阿德萊德國際七人制橄欖球賽—冠軍
- 2008年杜拜國際七人制橄欖球賽—冠軍
- 2008年南非國際七人制橄欖球賽—冠軍
- 2009年阿德萊德國際七人制橄欖球賽—冠軍
- 2011年倫敦國際七人制橄欖球賽—冠軍
- 2013年美國國際七人制橄欖球賽—冠軍
- 2013年日本國際七人制橄欖球賽—冠軍
- 2013年蘇格蘭國際七人制橄欖球賽—冠軍